# Сто днів до наказу...
«Сто днів до наказу...» (рос. Сто дней до приказа) — фільм режисера Хусейна Еркенова, в основу якого лягла однойменна повість Юрія Полякова.

## Сюжет
Фільм не має вираженої сюжетної лінії і складається з ряду епізодів, кожен з яких закінчується загибеллю одного з військовослужбовців. Найчастіше ця загибель показана алегорично, але так чи інакше є наслідком нестатутних відносин в Радянській Армії.

## У ролях
- Олексій Волков — сержант
- Володимир Заманський — невідомий
- Армен Джигарханян — полковник
- Олег Васильков — Елін
- Олена Кондулайнен — смерть

## Знімальна група
- Сценарій: Юрій Поляков, Володимир Холодов
- Режисер: Хусейн Еркенов
- Оператор: Володимир Меньшіков
- Художник: Сергій Серебреніков